# Campylocentrum neglectum
Campylocentrum neglectum es una especie de orquídea epifita originaria de Sudamérica.

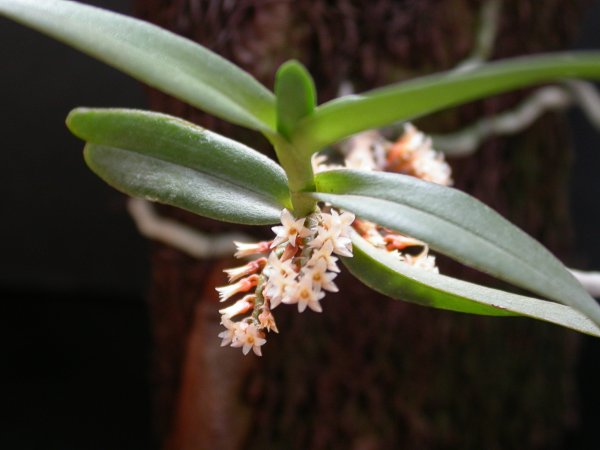
Vista de la planta

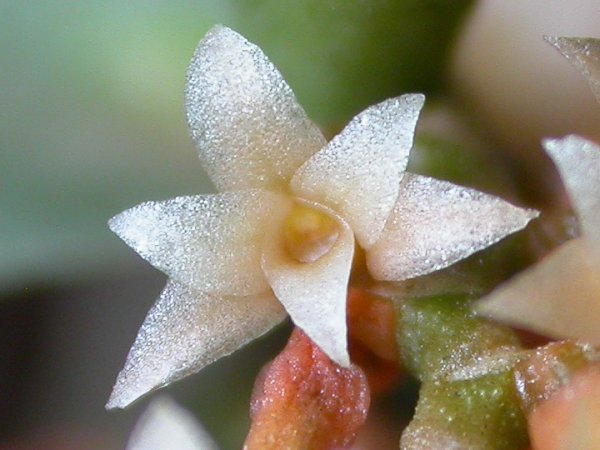
Detalle de la flor

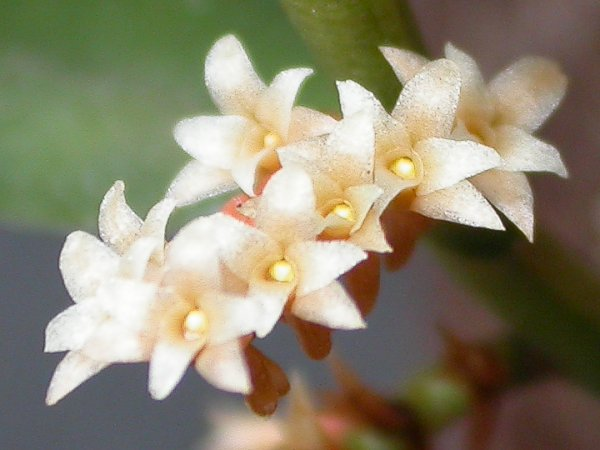
Inflorescencia

## Descripción
Es una orquídea de hábitos epífitas, monopodial con tallo muy ramificado y hojas cilíndricas alargadas, cuyas inflorescencias brotan de la base del tallo en el nodo opuesto de la hoja. Las flores son pequeñas, blancas, los sépalos y pétalos libres, y nectario en la parte posterior del labio. Pertenece a la especie de la sección Campylocentrum con hojas planas y ovario pubescente o verrugoso y con un largo nectario con ápice redondeado.

## Distribución y hábitat
Se encuentra en Bolivia, Brasil, Paraguay y Argentina en los bosques subtropicales sub- xerofitos.

## Taxonomía
Campylocentrum neglectum fue descrita por (Rchb.f. & Warm.) Cogn. y publicado en Bulletin de l'Herbier Boissier, sér. 2, 1: 425. 1901.
Etimología
Campylocentrum: nombre genérico que deriva de la latinización de dos palabras griegas: καμπύλος (Kampyle), que significa "torcido" y κέντρον, que significa "punta" o "picar", refiriéndose al espolón que existe en el borde de las flores.
neglectum: epíteto latino que significa "abandonado, olvidado".
Sinonimia
- Aeranthes neglecta Rchb.f. & Warm.
- Campylocentrum neglectum var. angustifolium Cogn.	[2][5][6]